# Prohormona N-terminal del péptido natriurético cerebral
La prohormona N-terminal del péptido natriurético cerebral (NT-proBNP) es un fragmento N-terminal de 76 aminoácidos del péptido natriurético cerebral.
Los niveles del BNP y el NT-proBNP en la sangre son usados para la detección y diagnóstico de la insuficiencia cardíaca IC; y puede ser útil para establecer el pronóstico de la misma, ya que ambos marcadores se encuentran normalmente más elevados en los pacientes con peor pronóstico. Las concentraciones plasmáticas de BNP y de NT-proBNP se hallan notablemente incrementadas en pacientes con falla cardíaca izquierda sintomática. No existe una cifra que diferencie perfectamente los pacientes con o sin insuficiencia cardíaca.